# Víðidalshæðir
Víðidalshæðir är en kulle i republiken Island. Den ligger i regionen Austurland, 300 km öster om huvudstaden Reykjavík. Toppen på Víðidalshæðir är 685 meter över havet.
Trakten runt Víðidalshæðir är nära nog obefolkad, med mindre än två invånare per kvadratkilometer. Det finns inga samhällen i närheten. Trakten runt Víðidalshæðir består i huvudsak av gräsmarker.